# ويلهلم فون هينك
ويلهلم فون هينك (بالألمانية: Wilhelm von Henke)‏ هو كاتب وطبيب وأستاذ جامعي ألماني، ولد في 1834 في ينا في ألمانيا، وتوفي في 1896 في توبينغن في ألمانيا.